# Roezetvleerhonden
Roezetvleerhonden, ook wel nachtvleerhonden, (Rousettus) zijn een geslacht van vleermuizen uit de familie der vleerhonden die voorkomen in Afrika, in Zuidwest-, Zuid- en Zuidoost-Azië en vandaar zuidelijk tot Nieuw-Guinea en de Salomonseilanden. 

## Taxonomie
Het is nog niet duidelijk wat de nauwste verwant van de roezetvleerhonden is. De geslachten Eidolon, Eonycteris en Lissonycteris zijn samen met Rousettus in de groep Rousettini geplaatst, maar genetisch onderzoek ondersteund die verwantschap niet. Waarschijnlijk is Rousettus verwant aan een aantal Afrikaanse geslachten, waaronder Epomophorus en Micropteropus.

### Soortenlijst
Dit geslacht omvat naast minstens één onbeschreven soort de volgende soorten:
- Rousettus aegyptiacus – Nijlroezet
- Rousettus amplexicaudatus
- Rousettus leschenaultii
- Rousettus linduensis
- Rousettus madagascariensis
- Rousettus obliviosus
- Rousettus spinalatus

Acerodon · Aethalops · Alionycteris · Aproteles · Balionycteris · Casinycteris · Chironax · Cynopterus · Desmalopex · Dobsonia · Dyacopterus · Eidolon · Eonycteris · Epomophorus · Epomops · Haplonycteris · Harpyionycteris · Hypsignathus · Latidens · Lissonycteris · Macroglossus · Megaloglossus · Melonycteris · Micropteropus · Mirimiri · Myonycteris · Nanonycteris · Neopteryx · Notopteris · Nyctimene · Otopteropus · Paranyctimene · Penthetor · Plerotes · Ptenochirus · Pteralopex · Pteropus · Rousettus · Scotonycteris · Sphaerias · Styloctenium · Syconycteris · Thoopterus